# شيكات بدون رصيد
هي مسرحية كويتية كوميدية عرضة في دولة الكويت عام 1989
من تأليف حياة الفهد ومن إخراج مبارك سويد

## قصة المسرحية
تتحدث عن مشاكل الديون للكويتين وكتابة الشيكات على أنفسهم التي في النهاية تكون بدون رصيد

## ممثلين العمل
- حياة الفهد
- خليل إسماعيل
- عائشة إبراهيم
- عبد الرحمن العقل
- عبد الناصر درويش
- ولد الديرة
- محمد الفهد
- جابر صباح
- طاهر صباح
- فرقة معتوق الشعبية[2]